# CIE 1931 XYZ

Diagrama cromàtic del model de color CIE 1931 XYZ amb longituds d'ona en nanòmetres.

El model de color CIE 1931 XYZ és un model de color creat per la Comissió Internacional d'Il·luminació (CIE) el 1931. Defineix un model de color que comprèn tots els matisos visibles per l'ull humà, prescindint de la il·luminació. De fet, algun d'aquests colors a l'interior d'aquest espai bidimensional pot tenir una luminància que varia del blanc al negre i si es té en compte aquest factor (la luminància) l'espai definit esdevé tridimensional i representat mitjançant coordenades XYZ. El model CIE 1931 es basa, com altres codificacions, en la utilització de tres colors primaris que, oportunament barrejats entre si en síntesi additiva de color, permet d'obtenir tots els colors que l'ull humà pot percebre. La comissió CIE ha definit diversos models matemàtics de percepció del color designats com a models de color i representats per símbols com XYZ (CIE és el model 1931), XYY, Lab, luv.
A diferència, però, dels models RGB o CMYK (usats respectivament en síntesi additiva i en síntesi sostractiva), el diagrama de cromaticitat proposat per la CIE no depèn del comportament d'aquest o aquell dispositiu de visualització o impressió sinó que es basa en el concepte de l'observador estàndard, definit a partir de les propietats del sistema visual humà, i es basa en l'anàlisi sistemàtica efectuada en un camp ampli d'observació humana. I basant-se en nombrosos estudis efectuats a l'època de la Primera Guerra Mundial es va constatar la impossibilitat de reeixir a reproduir per síntesi additiva tots els colors, encara que es triï la tríada de primaris reals per barrejar.
Com que es poden representar totes les tonalitats perceptibles, el model de color del CIE es pren com a referència per a tots els altres, encara que a la pràctica no es fa servir gaire a causa de la seva complexitat.